# Cortes de Évora de 1535
Cortes de Évora de 13 de Junho de 1535 teve como objetivo o reconhecimento como herdeiro ao trono de Portugal o infante D. Manuel, segundo filho do rei, já que seu irmão D. Afonso, o primogénito, tinha morrido em 1526.

## História
Convocadas para jurarem o príncipe D. Manuel herdeiro do trono, D. João III abriu as cortes no Domingo de Santo António, fazendo-se ouvir o Dr. Gonçalo Vaz, procurador de Lisboa, em nome dos restantes procuradores, e o humanista Francisco de Melo, que recitou a oração no auto de juramento do príncipe D. Manuel.